# Klingsor

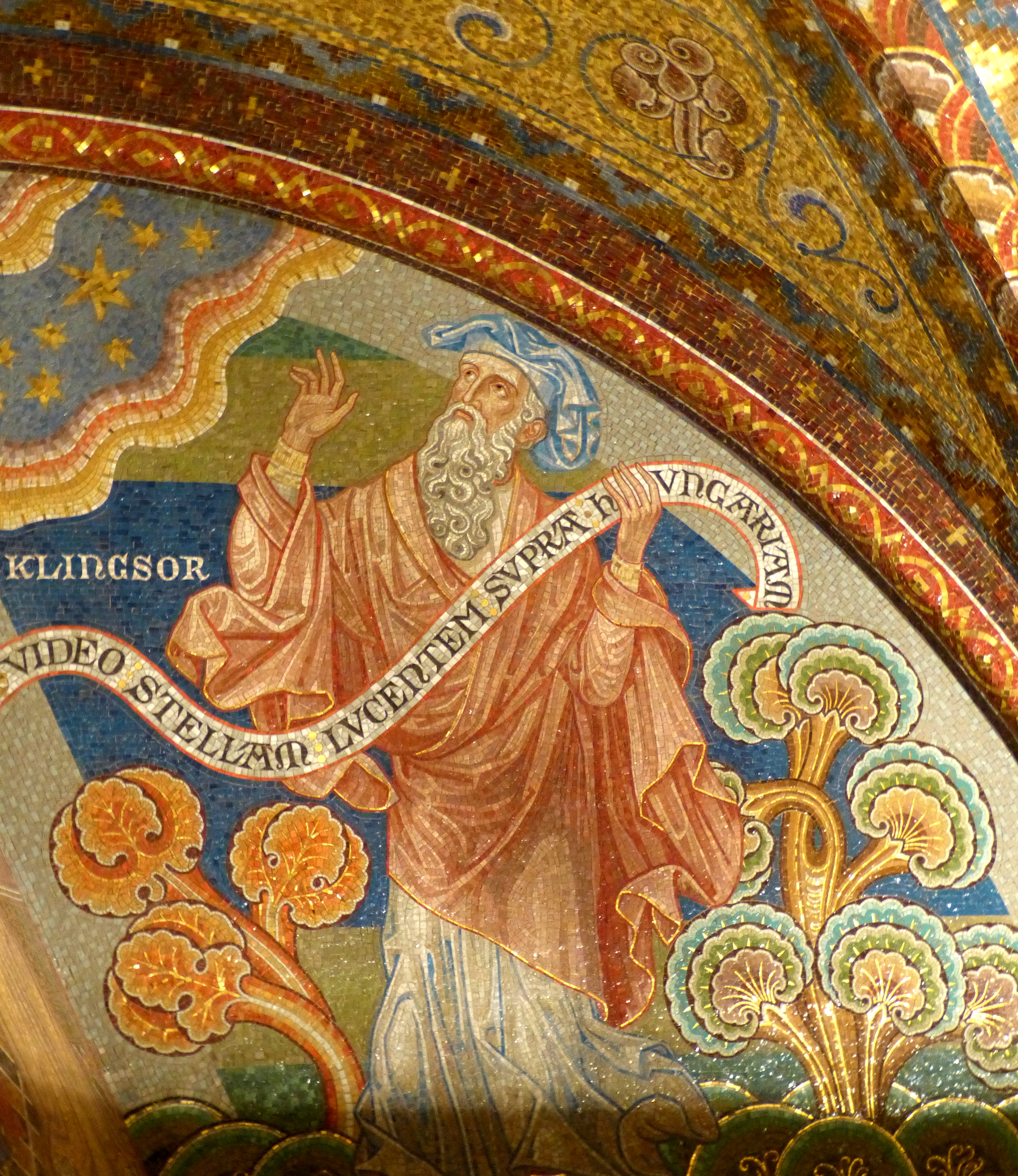
Klingsor profetizando el nacimiento de Isabel de Hungría. Mosaico del Castillo de Wartburg.

Klingsor o Klingsohr es un personaje del folclore germánico altomedieval. Aparece de manera destacada en el Parzival de Wolfram von Eschenbach, donde aparece como el villano de la historia, un caballero caído y convertido en hechicero que se opone a los progresos del héroe. También forma parte de la leyenda del Sängerkrieg.

## Historia
Klingsor funge como villano en el Sängerkrieg, donde aparece como un trovador y hechicero proveniente de Hungría. Por medio de artes oscuras, y aliado con Heinrich von Ofterdingen, derrota a una cincuentena de oponentes durante un torneo de trovadores celebrado en el castillo de Wartburg, pero es finalmente vencido por Wolfram von Eschenbach, figura histórica insertada en el relato, que entona canciones cristianas para disipar su fuerza satánica. Esta leyenda es a menudo fusionada con la de Tannhäuser, con Klingsor pasando a servir de antagonista que ambiciona y finalmente consigue la perdición del protagonista en el Venusberg (aunque no así en la versión de Wagner, en la cual Klingsor no aparece en el torneo, a pesar de que Wagner más tarde abordaría el personaje de Klingsor).
El propio Eschenbach recoge a Klingsor en su romance Parzival. En él, Klingsor aparece como un caballero que, tras enamorarse de la mujer de otro aristócrata, fue sorprendido con ella y castrado por éste. Klingsor entonces viaja a Persia para aprender artes mágicas, disciplinas familiares a causa de su descendencia del gran Virgilio de Nápoles, y a su retorno crea un castillo de ilusiones para vengarse de todos los hombres por la pérdida de su virilidad. Sólo el héroe Gawain consigue derrotarlo y terminar con su amenaza.
En el Parsifal de Richard Wagner, Klingsor era un caballero de la Orden del rey Amfortas. Incapaz de controlar su propia libido, se castró a sí mismo, y por este acto fue expulsado de la Orden. Exiliado al desierto, por arte de magia Klingsor construyó allí una tierra de placeres repleta de flores diabólicas. Desde entonces intenta atrapar a caballeros para poblar su propio reino. Cuando Titurel, ya anciano, entregó la insignia del soberano a su hijo Amfortas, éste, en el ardor de la juventud, intentó combatir a Klingsor, a cuyo reino se dirigió llevando la Sagrada Lanza con él. Sin embargo, seducido por una mujer, se convirtió en una flor del infierno y la lanza cayó en poder de Klingsor quien se la clavó a Amfortas en el costado provocándole una herida que sólo la propia lanza puede curar. Todos aquellos que intentaron recuperarla de manos del brujo también han sucumbido, pero el Grial ha profetizado que un día llegará un hombre puro y gran conocedor de la pena.

## En la cultura popular
El escritor alemán Hermann Hesse escribió el libro El último verano de Klingsor, en el que el personaje que lleva este nombre es un pintor.
El escritor mexicano Jorge Volpi escribió En busca de Klingsor, una novela que relata la búsqueda de Klingsor, un físico de primera línea que, en tiempos del III Reich, aconsejaba a Hitler en materias científicas.
El escritor peruano Clemente Palma utilizó el seudónimo Klingsor para publicar su cuento «El día trágico» (que se publicó en el libro Cuentos malévolos) en la revista Ilustración Peruana.
También aparece en Las Helvéticas de Corto Maltés, de Hugo Pratt.